# Hans-Peter Freymann
Hans-Peter Freymann (* 11. Februar 1961 in Mannheim) ist ein deutscher Richter und Verwaltungsjurist. Er ist seit 2023 Präsident des Saarländischen Oberlandesgerichtes.

## Leben

### Ausbildung
Freymann schloss zunächst eine Berufsausbildung als Bankkaufmann in Saarbrücken ab und studierte Rechtswissenschaften in Freiburg im Breisgau. Er legte das erste Staatsexamen in Freiburg ab und absolvierte das Referendariat und legte das zweite Staatsexamen in Berlin und Saarbrücken ab.

### Laufbahn
Im Jahr 1992 trat Freymann als Richter auf Probe in den Dienst des Saarlandes. Es arbeitete zunächst beim Landgericht Saarbrücken und den Amtsgerichten Merzig und Lebach und wurde 1995 zum Richter am Landgericht ernannt. Es folgte ein Einsatz von 1997 bis 2000 als wissenschaftlicher Mitarbeiter am Bundesgerichtshof in Karlsruhe. Nach der Ernennung zum Richter am Saarländischen Oberlandesgericht wurde er Leiter der Zentralabteilung im Ministerium der Justiz des Saarlandes und im September 2001 zum Ministerialrat und 2002 zum Leitenden Ministerialrat ernannt. Am 1. Mai 2006 wurde er Präsident des Landgerichtes Saarbrücken.
Freymann wurde 2021 vom Landtag des Saarlandes als ordentliches Mitglied des Verfassungsgerichtshofes des Saarlandes gewählt.
Am 28. Februar 2023 wurde er Präsident des Saarländischen Oberlandesgerichtes.